# Alexia Runggaldier
Alexia Runggaldier, född 27 november 1991, är en italiensk skidskytt som vann bronsmedalj i distans vid världsmästerskapen i skidskytte 2017. Tidigare samma säsong tog hon sin första pallplats i världscupen när hon blev trea i distanstävlingen i Antholz.
Runggaldier deltog också vid OS 2014.